# Qarabulaq (Talghar)
Qarabulaq (kasachisch Қарабулақ, russisch Карабулак Karabulak) ist ein Ort im Gebiet Almaty innerhalb des Audan Talghar in Kasachstan.

## Söhne und Töchter des Ortes
- Jewgeni Kostrub (* 1982), Fußballspieler